# 2-aminobifenyl
2-Aminobifenyl je organická sloučenina se vzorcem C6H5C6H4NH2, odvozená od bifenylu navázáním jedné aminové skupiny. Čistá látka je bezbarvá, ale starší vzorky mohou být zabarvené, někdy až černé.
Palladacykly odvozené od 2-aminobifenylu se používají jako katalyzátory křížových párovacích reakcí.
2-Aminobifenyl se připravuje hydrogenací 2-nitrobifenylu.